# Rendezvous im Paradies
Rendezvous im Paradies är en svensk-österrikisk film från 1936 i regi av Fritz Schulz och Sigurd Wallén.

## Om filmen
Filmen spelades in vid Europa Studio i Sundbyberg och Cromo Film i Novilla på Djurgården i Stockholm med exteriörer från Stockholm och Landsort i Nynäshamn av Carl Halling. Förlaga var Torsten Flodéns berättelse om Tre flickor i en båt som utgavs 1935. Samtidigt med den tyska versionen gjordes en svenskspråkig film under titeln Skeppsbrutne Max.

## Roller i urval
- Max Hansen – Hans Madsen
- Alf von Sievers – Bob Sergius, flygare
- Georgia Lind – Daisy Köhler
- Adolf E. Licho – direktör Köhler, hennes far
- Lizzie Waldmüller – Bibi, hennes väninna
- Annemarie Sörensen – Karin, Köhlers sekreterare
- Emil Fjellström – Axel Axelsson